# Pake McEntire
Pake McEntire (* 23. Juni 1953 als Del Stanley McEntire in Chockie, Oklahoma) ist ein US-amerikanischer Country-Sänger, der auch Fiddle spielt. Er ist der Bruder von Reba McEntire und Susie Luchsinger. Wie seine jüngeren Schwestern startete auch er eine Karriere im Musikgeschäft. 

## Karriere
Nach ersten erfolglosen Singles und einer LP für kleinere Labels in den frühen 1980er Jahren stand er ab 1985 bei einem Major Label, RCA, unter Vertrag. Mit dem ein Jahr später veröffentlichten Country-Pop-Album Too Old to Grow up Now gelang ihm zunächst ein bemerkenswerter Einstand, denn alle fünf ausgekoppelten Singles erreichten die Country-Charts. Mit Every Night und Bad Love hatte er zwei Top-20-Erfolge, doch es war die Single Savin’ My Love for You, die auf Platz drei sein größter Erfolg werden sollte. Ungefähr zur gleichen Zeit sang er auch auf den Alben seiner Schwester Reba, Have I Got a Deal for You, What Am I Gonna Do About You und Whoever’s in New England. Ein weiteres Album für RCA, My Whole World, konnte den Erfolg nicht wiederholen. Mit Good God, I Had It Good (1987) und Life in the City (1988) hatte er seine letzten beiden kleineren Hits.
McEntire verlor seinen Plattenvertrag und geriet in Vergessenheit. Seine nächsten Alben erschienen im Eigenverlag. Er kehrte in seinen Heimatstaat zurück, wo der Cowboy derzeit eine 1.000 Hektar große Ranch in der Nähe von Coalgate, Oklahoma, betreibt. Hin und wieder tritt er noch auf. 2014 veröffentlichte er seine Autobiografie Heroes & High Bobbin’ Good Times.

## Diskografie

### Alben
| Jahr | Titel                  | Höchstplatzierung, Gesamtwochen, AuszeichnungChartsChartplatzierungen (Jahr, Titel, Platzierungen, Wochen, Auszeichnungen, Anmerkungen) | Anmerkungen |
| Jahr | Titel                  | Country | Anmerkungen |
| ---- | ---------------------- | --- | ----------- |
| 1986 | Too Old to Grow Up Now | Country52 (23 Wo.)Country |             |

Weitere Alben
- 1982: The Rodeo Man (O Cross)
- 1986: Too Old to Grow up Now (RCA)
- 1988: My Whole World (RCA)
- 2003: And They Danced
- 2005: Your Favorites and Mine
- 2007: Singin’ Fiddlin’ Cowboy
- 2008: The Other Side of Me

### Singles
| Jahr | Titel Album                                   | Höchstplatzierung, Gesamtwochen, AuszeichnungChartsChartplatzierungen (Jahr, Titel, Album, Platzierungen, Wochen, Auszeichnungen, Anmerkungen) | Anmerkungen |
| Jahr | Titel Album                                   | Country | Anmerkungen |
| ---- | --------------------------------------------- | --- | ----------- |
| 1986 | Every Night Too Old to Grow Up Now            | Country20 (16 Wo.)Country |             |
| 1986 | Savin’ My Love for You Too Old to Grow Up Now | Country3 (21 Wo.)Country |             |
| 1986 | Bad Love Too Old to Grow Up Now               | Country12 (19 Wo.)Country |             |
| 1987 | Heart vs. Heart Too Old to Grow Up Now        | Country25 (12 Wo.)Country |             |
| 1987 | Too Old to Grow Up Now                        | Country46 (11 Wo.)Country |             |
| 1987 | Good God, I Had It Good My Whole World        | Country29 (21 Wo.)Country |             |
| 1988 | Life in the City My Whole World               | Country62 (6 Wo.)Country |             |